# Egocentryzm

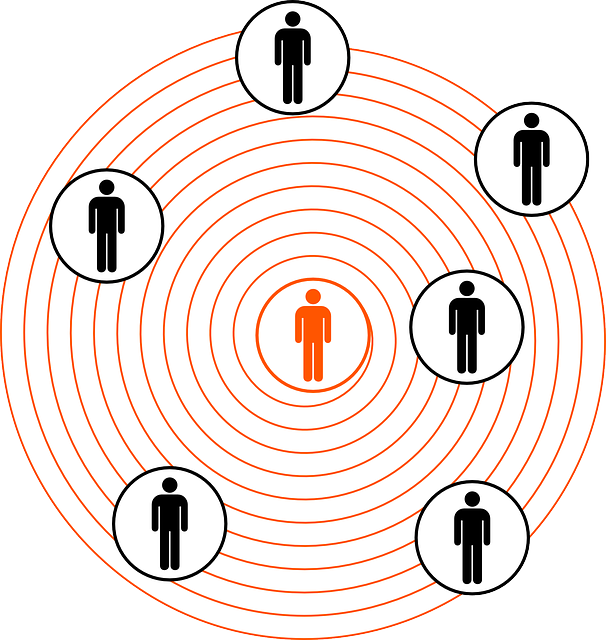
Graficzna prezentacja egocentryzmu

Egocentryzm (łac. ego – ja + centrum – środek) – postrzeganie świata zewnętrznego polegające na centralnym umiejscowieniu własnej osoby w świecie. Niezdolność do tolerowania innych poglądów i postaw niż własne.
Egocentryzm jest pojęciem nacechowanym pejoratywnie, chociaż nie zawsze jest uważany za zjawisko złe etycznie w nauce (np. u Jana Piageta lub jako funkcja tworzenia własnego ja).
W życiu człowieka egocentryzm jest naturalną postawą rozwojową, zarówno umysłową, jak i moralną, na określonym etapie rozwoju dziecka (okres przedszkolny). Później, a szczególnie w życiu dorosłym, jest objawem niedojrzałości, a co za tym idzie niedostosowania do życia w społeczeństwie. Występuje również w niektórych stanach psychotycznych.
Egocentryk postrzega świat wyłącznie z własnego punktu widzenia, poprzez absolutyzowanie własnych doświadczeń, obserwacji i przemyśleń, przy równoczesnym marginalizowaniu opinii pochodzących od innych osób. Nie przyjmuje do wiadomości innych opinii nawet w sytuacji, gdy są o wiele lepiej uzasadnione niż jego własne. Jest głęboko przekonany, że świat funkcjonuje zgodnie z jego mniemaniem lub że najlepiej by było, gdyby tak właśnie funkcjonował – na tej podstawie określa własne relacje z otoczeniem. Wynikiem takiego rozumowania egocentryka jest pogląd, iż wszyscy ludzie powinni postępować zgodnie z jego wolą i przekonaniami.

## Egocentryzm w różnych teoriach

### W teorii Jana Piageta
Pojęcie to pojawia się jako ważny element teorii Jana Piageta. Pojawia się ono u dzieci, które nie przekroczyły siódmego roku życia. Polega na nieumiejętności dziecka wczucia się w położenie innej osoby i spojrzenia na świat z jej perspektywy. Dzieci milcząco przyjmują, że inni ludzie widzą to, co one. Na przykład trzyletnia dziewczynka może mówić do swojego ojca, który siedzi w sąsiednim pokoju: „Tatuś zobacz, jaką zrobiłam wieżę”. Jeśli ojciec odpowie: „widzę”, to dziecko przyjmie to jako fakt. Tak rozumiany egocentryzm jest skorelowany z agresją. Zdolność wczuwania się w położenie innych osób (empatia) jest bowiem jednym z najsilniejszych hamulców agresji. Dlatego małe dzieci bez skrupułów mogą wyrywać pająkom nóżki i muchom skrzydełka, nie potrafią zrozumieć zdań: „nie rób drugiemu co tobie niemiłe” itd. Przykładem na egocentryzm u dzieci jest tak zwany eksperyment z górami. Piaget udowadnia w nim, że dzieci poniżej 7 roku życia nie potrafią patrzeć z perspektywy drugiej osoby. Podczas testu dzieci sadzane były naprzeciwko makiety przedstawiającej trzy góry. Miały opisać to, co widzą. Następnie proszone były o opisanie tego, co widzi osoba siedząca po drugiej stronie stołu. Eksperyment wykazał, że dziecko nie rozumie, że osoba naprzeciwko widzi góry w inny sposób. Po 7 roku życia zgodnie z teorią Piaget’a, dziecko wchodzi w kolejny etap rozwoju i wtedy następuje decentracja jego patrzenia na świat. Zaczyna dostrzegać punkt widzenia innych ludzi.

### Teoria rozwoju moralnego Lawrence’a Kohlberga
Teoria rozwoju moralnego Lawrence’a Kohlberga polega ona na określaniu poziomu moralnego poprzez różnice w rozumowaniu, w czasie uczenia się i dorastania. Kohlberg wyróżnił trzy główne poziomy rozwoju moralnego – fazę przedkonwencjonalną, fazę konwencjonalną i fazę postkonwencjonalną:
1. Faza przedkonwencjonalna – zakłada, że dzieci w wieku do 10 lat działają jedynie według własnych potrzeb i spostrzeżeń.
  1. Orientacja na karę i nagrodę – zasady są przestrzegane, by uzyskać nagrodę i uniknąć kary. Przyczyny zewnętrzne określają, co należy robić, a czego nie.
  2. Orientacja na własny interes – w tym etapie dzieci zaczynają myśleć poza własnymi potrzebami, jednak nadal kierują się egocentryzmem. Zauważają też istnienie konfliktu interesów.
2. Faza konwencjonalna – to proces, w którym zaczyna uwzględniać się indywidualny interes oraz społeczne konsekwencje tego, co się robi.
  1. Orientacja na konsensus – etap, w którym bierze się pod uwagę opinię rówieśników, jak i swoje poglądy oraz szuka się osób podobnych do nas samych.
  2. Orientacja na wytyczne – postrzeganie dobra i zła, chęć działania w sposób sprawiedliwy oraz odpowiedzialny.
3. Faza postkonwencjonalna – sytuacja, kiedy pojawia się abstrakcyjne myślenie, wykraczające poza określone normy.
  1. Orientacja umowy społecznej – silne rozróżnienie sprawiedliwości i niesprawiedliwości, ludzie myślą racjonalnie i cenią wolność, jednak w przypadku naruszenia praw nadal są posłuszni.
  2. Orientacja na uniwersalne zasady – tworzenie zasad według własnych kryteriów i poglądów[4].

### Terminy pokrewne
- Egoizm – myślenie wyłącznie o własnych korzyściach, bez zwracania uwagi na konsekwencje tego dla otoczenia.
- Egotyzm – przesadne kierowanie zarówno własnej, jak i cudzej uwagi na siebie samego.
- Megalomania – nadmiernie wysokie przekonanie o sobie.